# Stanton (Kentucky)
Stanton – miasto w Stanach Zjednoczonych, w stanie Kentucky, siedziba administracyjna hrabstwa Powell.